# Cylindromyia pilosa
Cylindromyia pilosa är en tvåvingeart som beskrevs av Cantrell 1984. Cylindromyia pilosa ingår i släktet Cylindromyia och familjen parasitflugor. Inga underarter finns listade i Catalogue of Life.